# Interparlementaire Unie
De Interparlementaire Unie (Frans: L'Union Interparlementaire) (UIP) is een internationale organisatie die in 1889 gesticht is door de Brit William Randal Cremer en de Fransman Frédéric Passy als eerste permanente forum voor multilaterale politieke onderhandelingen. Hoewel de unie begon als een organisatie voor individuele parlementariërs, groeide het later uit tot een internationale organisatie voor parlementen van soevereine staten. Er zijn 143 nationale en zeven regionale parlementen lid van de UIP. Sinds 2002 heeft de organisatie waarnemersstatus in de Algemene Vergadering van de Verenigde Naties.
Onder de toonaangevende personen binnen het UIP zijn zeven Nobelprijswinnaars:
- 1901: Frédéric Passy
- 1902: Albert Gobat
- 1903: William Randal Cremer
- 1908: Fredrik Bajer
- 1909: Paul Henri Balluet d'Estournelles de Constant en Auguste Beernaert
- 1913: Henri La Fontaine
- 1921: Christian Lange
- 1927: Ferdinand Buisson